# Anthony Rech
Pour les articles homonymes, voir Rech (homonymie).
Anthony Rech (né le 9 juillet 1992 à Sallanches, département de la Haute-Savoie) est un joueur professionnel français de hockey sur glace qui évolue au poste d'attaquant.

## Biographie

### Ses débuts
Anthony Rech naît à Sallanches en Haute-Savoie et il commence le hockey sur glace à l'âge 4 ans dans la ville de Chamonix à une trentaine de kilomètres de sa ville natale.  À l'âge de 13 ans, il rejoint la ville de Rouen en Normandie pour rejoindre les équipes de jeunes du Rouen hockey élite 76.
En 2006-2007, alors qu'il n'a encore que 14 ans, il joue avec l'équipe des moins de 18 ans du RHE 76 ; il fait ses débuts avec l'équipe de France U16, catégorie de joueurs de moins de 16 ans, lors de la saison suviante.
Au cours de la saison 2008-2009, il joue avec différentes équipes de Rouen : il est ainsi membre de l'équipe des moins de 18 ans, les cadets, mais également avec l'équipe des moins de 22 ans, les juniors. Avec les cadets, dont il est le capitaine, il termine la saison à la quatrième place du classement et meilleur pointeur du tournoi final avec cinq réalisations.
La saison 2009-2010 est encore plus complète pour Rech : il joue en effet avec les cadets, les juniors, les espoirs et également l'équipe première du club. Toujours capitaine des cadets, il finit meilleur pointeur de la saison avec quarante-sept réalisations en seize rencontres jouées alors que Rouen se classe premier de la saison régulière. Il joue les quatre rencontres des cadets en série et mène son équipe au titre de champion de France en inscrivant deux buts et une passe décisive lors de la finale contre Reims Champagne Hockey. Dans le championnat junior, il est le quatrième pointeur de la saison avec trente-cinq points et premier compteur de Rouen ; l'équipe junior du RHE est également première de la saison régulière mais chute en demi-finale en deux rencontres contre Grenoble.
Avec la réserve de Rouen (Division 2), Rech ne joue que deux rencontres de la saison mais marque tout de même trois buts lors de sa première rencontre dans la division 2, le 10 décembre contre Nantes, une victoire 6-5. Rech manque le premier match des séries mais participe à la deuxième rencontre contre Anglet Hormadi Élite ; il participe à la victoire du club de Rouen en inscrivant deux buts pour la victoire finale 4-3 des siens. Rouen se qualifie ainsi pour la suite de la compétition contre les Lions de Lyon ; Rech participe à la première rencontre des quarts de finale. Les Dragons, surnom des équipes de Rouen, s'inclinent 4-5 mais les Lions déposent une réclamation car Rouen a utilisé deux joueurs qui ont joué moins de six rencontres avec l'équipe espoir au cours de la saison régulière, Rech et Lionel Tarantino ; la Fédération française de hockey sur glace décide d'éliminer Rouen de la compétition et de qualifier à la place Anglet, qui remportera par la suite la finale.
Rech joue donc également sept rencontres de la saison 2009-2010 avec l'équipe première des Dragons dans la Ligue Magnus ; il inscrit deux buts pour son équipe qui se classe première de la saison régulière. Rech ne participe qu'à quatre rencontres des Dragons lors des séries (étant appelé au championnat du monde U18 avec l'Équipe de France) alors que Rouen remporte la Coupe Magnus.

### Membre important des Dragons

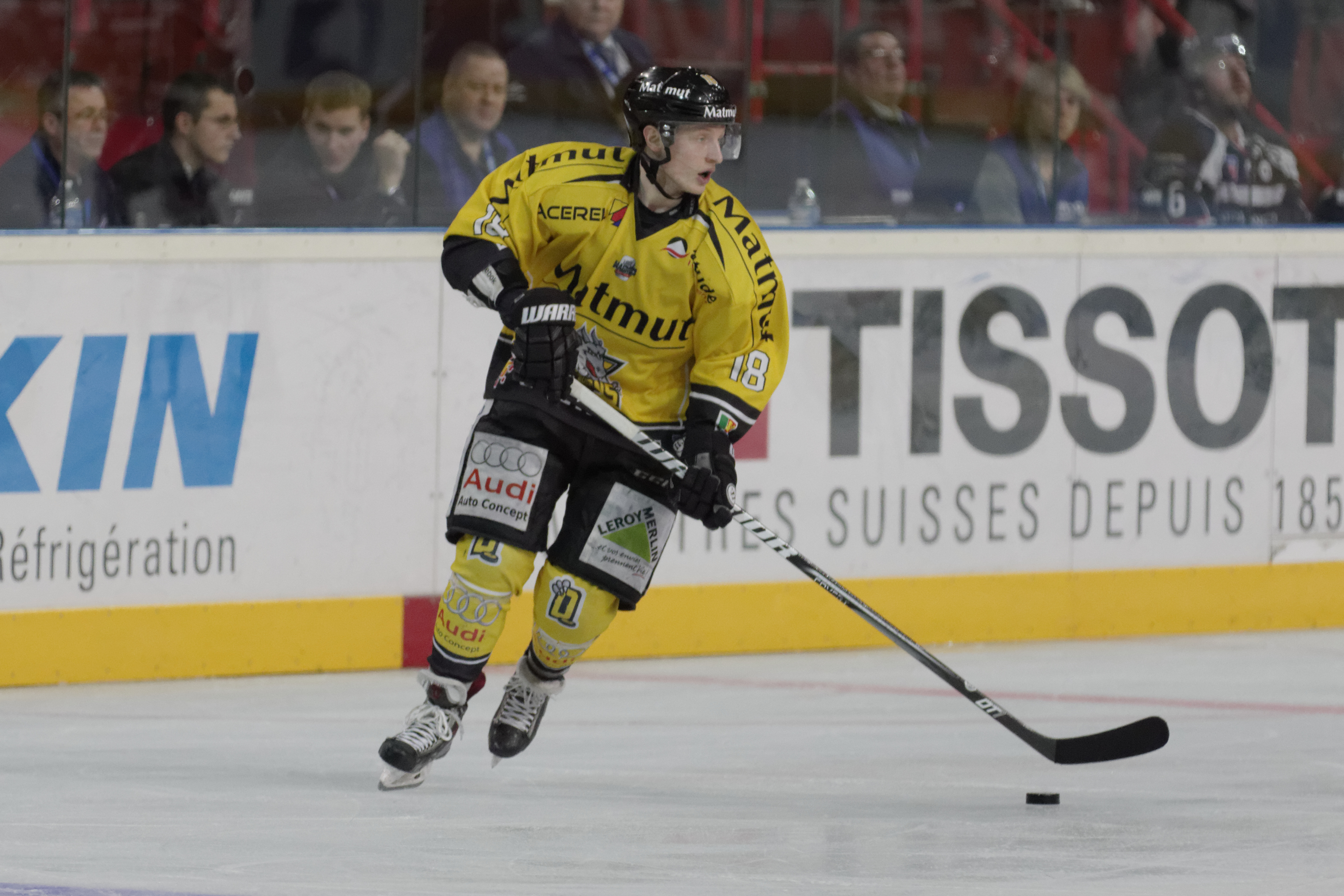
Anthony Rech lors de la finale de la coupe de France de hockey sur glace 2013-2014

Au cours de la saison suivante, Rech ne joue qu'une seule rencontre dans la division 2 avec l'équipe réserve passant le plus clair de son temps soit avec les juniors (U22) soit avec l'équipe professionnel. Ainsi, il joue treize rencontres sur vingt avec les juniors alors que Rouen termine une nouvelle fois à la première place du classement de la saison régulière. Auteur de sept buts lors des séries en quatre matchs, il aide son équipe à remporter le titre de champion de France moins de 22 ans en inscrivant trois des quatre buts lors du dernier match de la finale.
Rech joue vingt-deux rencontres dans la saison 2010-2011 dans la Ligue Magnus, où il pointera 8 points. 
Rouen se classe à la première place de la saison régulière. 
Le 30 janvier 2011, les Dragons et Rech remportent la finale de la coupe de France contre Angers. Premiers de la saison régulière à l'issue du calendrier de la ligue Magnus, les Dragons sont directement qualifiés pour les quarts de finale des séries éliminatoires ; à la fin de la saison, ils comptent vingt victoires et n'ont pas perdu en championnat depuis le 8 janvier 2011. Rouen remporte une nouvelle fois la coupe Magnus en remportant à chaque fois les trois rencontres contre Morzine-Avoriaz, Amiens et enfin Strasbourg en finale ; Rech participe aux neuf rencontres de son équipe.

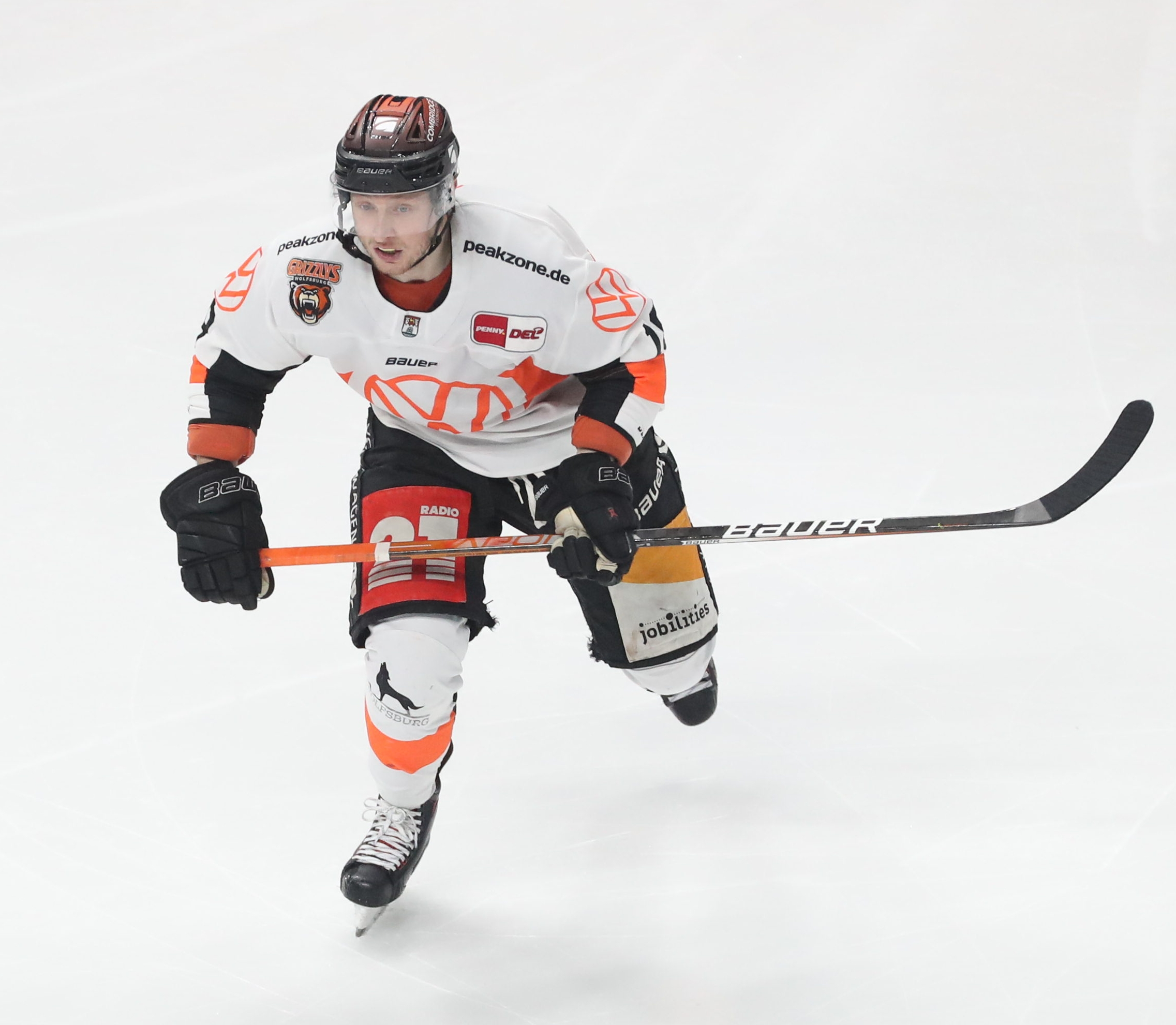
Rech (2022)

Lors de la saison 2011-2012, Rech devient titulaire de l'équipe première des Dragons en ne participant qu'à quatre rencontres de l'équipe junior mais inscrit tout de même douze points lors de ses parties. Il joue le reste de la saison en Ligue Mangus. 
Pendant la saison 2011-2012, Rech joue dix-neuf matchs et marquera 9 points. 
En janvier 2012, la patinoire de l'Île Lacroix accueille la finale de la coupe Continentale ; Rouen est directement qualifié pour la super finale, en compagnie du club biélorusse du HK Iounost Minsk, vainqueur de l'édition précédente. Les deux autres équipes à jouer la super finale sont les clubs du Donbass Donetsk en Ukraine et du HC Asiago d'Italie. Les Rouennais s'imposent lors du premier match joué, contre Asiago, sur le score de 6-0 avec un blanchissage de Fabrice Lhenry. Rouen s'incline contre Minsk lors de la deuxième rencontre, sur le score de 4-2. Le dernier match joué oppose les Dragons aux joueurs ukrainiens de Donetsk qui n'ont alors besoin que d'un match nul pour remporter le titre. Les Dragons remportent tout de même la rencontre sur le score de 5-2. En février 2012, il est appelé en équipe de France senior par le sélectionneur Dave Henderson. Il honore sa première sélection le 9 février 2012 face à la Norvège lors d'un match de l'Euro Ice Hockey Challenge.
À la fin de la saison régulière, les Dragons et Rech sont pour une troisième année consécutive la meilleure équipe et accèdent directement aux quarts de finale des séries de la Coupe Magnus. 
Dans le même temps, les entraîneurs de la Ligue Magnus et les deux entraîneurs de l'équipe de France votent pour les meilleurs joueurs de la saison et Rech est élu meilleur joueur recrue et remporte le trophée Jean-Pierre-Graff. 
Au cours des séries, les Dragons passent les deux premiers tours pour jouer la finale contre les Brûleurs de Loups de Grenoble ; les deux équipes se neutralisent lors des quatre premières rencontres mais Rouen remporte son douzième titre, le troisième consécutif, en gagnant les deux rencontres suivantes dont la dernière par un blanchissage de Lhenry sur le score de 4-0. Pendant les séries, Rech joue 15 match et y compte 8 points.
Fin mai 2014, il signe avec le Dijon Hockey Club.

## Statistiques

### Statistiques en club
| Saison    | Équipe                  | Ligue              |    | Saison régulière | Saison régulière | Saison régulière | Saison régulière | Saison régulière |    | Séries éliminatoires | Séries éliminatoires | Séries éliminatoires | Séries éliminatoires | Séries éliminatoires |
| Saison    | Équipe                  | Ligue              | PJ | B                | A                | Pts              | Pun              | PJ               | B  | A                    | Pts                  | Pun                  |                      |                      |
| 2006-2007 | Rouen HE 76             | France U18         | 3  | 1                | 0                | 1                | 2                |                  |    |                      |                      |                      |                      |                      |
| 2007-2008 | Rouen HE 76             | France U18         | 10 | 5                | 8                | 13               | 6                |                  |    |                      |                      |                      |                      |                      |
| 2008-2009 | Rouen HE 76             | France U18         | 17 | 11               | 13               | 24               | 18               | 2                | 2  | 3                    | 5                    | 10                   |                      |                      |
| 2008-2009 | Rouen HE 76             | France U22         | 11 | 8                | 3                | 11               | 14               |                  |    |                      |                      |                      |                      |                      |
| 2009-2010 | Rouen HE 76             | France U18         | 16 | 28               | 19               | 47               | 56               | 4                | 5  | 4                    | 9                    | 0                    |                      |                      |
| 2009-2010 | Rouen HE 76             | Coupe de la Ligue  | 3  | 0                | 1                | 1                | 0                | 4                | 0  | 0                    | 0                    | 0                    |                      |                      |
| 2009-2010 | Rouen HE 76             | Coupe de France    | 5  | 2                | 0                | 2                | 2                | -                | -  | -                    | -                    | -                    |                      |                      |
| 2009-2010 | Rouen HE 76             | France U22         | 16 | 17               | 18               | 35               | 10               | 2                | 0  | 0                    | 0                    | 2                    |                      |                      |
| 2009-2010 | Rouen HE 76             | Division 2         | 2  | 3                | 0                | 3                | 0                | 2                | 2  | 1                    | 3                    | 4                    |                      |                      |
| 2009-2010 | Rouen HE 76             | Ligue Magnus       | 7  | 2                | 0                | 2                | 0                | 4                | 0  | 0                    | 0                    | 0                    |                      |                      |
| 2010-2011 | Rouen HE 76             | France U22         | 13 | 13               | 18               | 31               | 12               | 4                | 7  | 0                    | 7                    | 20                   |                      |                      |
| 2010-2011 | Rouen HE 76             | Division 2         | 1  | 0                | 0                | 0                | 0                |                  |    |                      |                      |                      |                      |                      |
| 2010-2011 | Rouen HE 76             | Coupe de la Ligue  | 3  | 1                | 0                | 1                | 0                | 3                | 0  | 0                    | 0                    | 0                    |                      |                      |
| 2010-2011 | Rouen HE 76             | Coupe de France    | 2  | 1                | 2                | 3                | 2                | -                | -  | -                    | -                    | -                    |                      |                      |
| 2010-2011 | Rouen HE 76             | Ligue Magnus       | 22 | 2                | 6                | 8                | 6                | 9                | 0  | 0                    | 0                    | 4                    |                      |                      |
| 2010-2011 | Rouen HE 76             | Coupe Continentale | 6  | 1                | 0                | 1                | 4                |                  |    |                      |                      |                      |                      |                      |
| 2011-2012 | Rouen HE 76             | Ligue Magnus       | 19 | 5                | 4                | 9                | 6                | 15               | 4  | 4                    | 8                    | 6                    |                      |                      |
| 2011-2012 | Rouen HE 76             | France U22         | 3  | 2                | 6                | 8                | 12               | -                | -  | -                    | -                    | -                    |                      |                      |
| 2011-2012 | Rouen HE 76             | Coupe de la Ligue  | 4  | 0                | 0                | 0                | 0                | 3                | 2  | 0                    | 2                    | 2                    |                      |                      |
| 2011-2012 | Rouen HE 76             | Coupe de France    | 4  | 2                | 1                | 3                | 14               | -                | -  | -                    | -                    | -                    |                      |                      |
| 2011-2012 | Rouen HE 76             | Coupe Continentale | 3  | 0                | 0                | 0                | 2                | -                | -  | -                    | -                    | -                    |                      |                      |
| 2012-2013 | Rouen HE 76             | Ligue Magnus       | 26 | 5                | 4                | 9                | 12               | 15               | 5  | 2                    | 7                    | 2                    |                      |                      |
| 2013-2014 | Rouen HE 76             | Ligue Magnus       | 26 | 8                | 9                | 17               | 12               | 9                | 1  | 2                    | 3                    | 8                    |                      |                      |
| 2014-2015 | Ducs de Dijon           | Ligue Magnus       | 22 | 9                | 8                | 17               | 20               | 13               | 9  | 5                    | 14                   | 16                   |                      |                      |
| 2015-2016 | Rapaces de Gap          | Ligue Magnus       | 22 | 8                | 14               | 22               | 18               | 11               | 7  | 6                    | 13                   | 6                    |                      |                      |
| 2016-2017 | EV Zoug Academy         | LNB                | 8  | 2                | 1                | 3                | 25               | -                | -  | -                    | -                    | -                    |                      |                      |
| 2016-2017 | Rapaces de Gap          | Ligue Magnus       | 30 | 15               | 28               | 43               | 24               | 14               | 11 | 9                    | 20                   | 10                   |                      |                      |
| 2017-2018 | Schwenninger Wild Wings | DEL                | 52 | 8                | 16               | 24               | 12               | 2                | 0  | 0                    | 0                    | 0                    |                      |                      |
| 2018-2019 | Schwenninger Wild Wings | DEL                | 46 | 19               | 7                | 26               | 50               | -                | -  | -                    | -                    | -                    |                      |                      |
| 2019-2020 | Grizzlys Wolfsbourg     | DEL                | 52 | 20               | 24               | 44               | 14               | -                | -  | -                    | -                    | -                    |                      |                      |
| 2020-2021 | Grizzlys Wolfsbourg     | DEL                | 38 | 14               | 13               | 27               | 16               | 9                | 1  | 3                    | 4                    | 6                    |                      |                      |
| 2021-2022 | Grizzlys Wolfsbourg     | DEL                | 53 | 13               | 18               | 31               | 12               | 8                | 2  | 3                    | 5                    | 4                    |                      |                      |
| 2021-2022 | TPS                     | Liiga              | 29 | 7                | 4                | 11               | 4                | -                | -  | -                    | -                    | -                    |                      |                      |
| 2021-2022 | Iserlohn Roosters       | DEL                | 16 | 1                | 1                | 2                | 8                | -                | -  | -                    | -                    | -                    |                      |                      |

### En équipe nationale
| Année | Compétition                          |   | PJ | B | A | Pts | Pun | +/-                                        |  | Résultat |
| 2009  | Championnat du monde moins de 18 ans | 5 | 1  | 0 | 1 | 4   | -1  | Quatrième place de la division 1, groupe B |  |          |
| 2010  | Championnat du monde moins de 18 ans | 5 | 5  | 3 | 8 | 4   | 0   | Quatrième place de la division 1, groupe A |  |          |
| 2011  | Championnat du monde junior          | 5 | 5  | 4 | 9 | 12  | +14 | Médaille d'or de la division 2, groupe A   |  |          |
| 2012  | Championnat du monde junior          | 5 | 1  | 0 | 1 | 6   | -1  | Médaille d'or de la division 1, groupe B   |  |          |
| 2013  | Qualifications olympiques            | 3 | 0  | 0 | 0 | 0   | -1  | Non qualifié                               |  |          |
| 2015  | Championnat du monde                 | 4 | 0  | 0 | 0 | 2   | -1  | Douzième de l'élite                        |  |          |
| 2017  | Championnat du monde                 | 7 | 1  | 4 | 5 | 0   | +2  | Neuvième de l'élite                        |  |          |
| 2018  | Championnat du monde                 | 7 | 0  | 2 | 2 | 0   | -2  | Douzième de l'élite                        |  |          |
| 2019  | Championnat du monde                 | 7 | 5  | 1 | 6 | 0   | 0   | Quinzième de l'élite                       |  |          |

## Trophées et honneurs personnels
- 2008-2009 : meilleur pointeur cadet du tournoi final
- 2009-2010 :
  - meilleur pointeur et champion de France avec le RHE 76 dans le championnat moins de 18 ans
  - champion de la Coupe Magnus avec le RHE 76
- 2010-2011 :
  - champion de France avec le RHE 76 dans le championnat moins de 22 ans
  - Coupe de France avec le RHE 76
  - champion de la Coupe Magnus avec le RHE 76
- 2011-2012 :
  - champion de la coupe Continentale avec le RHE 76
  - trophée Jean-Pierre-Graff du meilleur espoir de la Ligue Magnus
  - champion de la Coupe Magnus avec le RHE 76
- 2012-2013 :
  - Match des champions avec le RHE 76
  - Coupe de la Ligue avec le RHE 76
  - champion de France avec le RHE 76 dans le championnat moins de 22 ans
  - champion de France - Ligue Magnus avec les Dragons de Rouen (Rouen hockey élite 76)
- 2013-2014 : Coupe de France avec le RHE 76
- 2015-2016 : Coupe de la Ligue avec Gap 
  - trophée Albert-Hassler du meilleur joueur français de la Saxoprint Ligue Magnus
- 2016-2017 :
  - champion de la Ligue Magnus avec Gap
  - trophée Albert-Hassler du meilleur joueur français de la Saxoprint Ligue Magnus
  - meilleur joueur des séries 2016-2017